# Vrin (rivière)
Pour les articles homonymes, voir Vrin.
Le Vrin, est une rivière française qui coule dans le département de l'Yonne et un affluent de l'Yonne, donc un sous-affluent de la Seine.
Il est également connu sous le nom de Saint-Vrain.

## Présentation
Le Vrin, ou Saint-Vrain, prend sa source dans la forêt de Merry-la-Vallée et se jette dans l'Yonne, en rive gauche, à Cézy. Six petits étangs portent ce nom et alimentent le ruisseau,. Sa source est dans la craie comme en Champagne.
En 1730 des constructions y sont édifiées pour le rendre flottable, le ruisseau flotte à bûches perdues ; une compagnie de commerce pour l'approvisionnement de Paris en bois et en charbons, dite du Haut, était chargée de son exploitation,, ses employés étaient répertoriés, si l’exploitation des bois y était réglementée ainsi qu'en atteste un jugement du 4 décembre 1764, il n'en est pas de même de l'usage de l'eau.
Les pertes d'eau du Vrin alimentent la rivière souterraine du Puits Bouillant, qui se déverse dans l'Ocre, affluent de l'Yonne,

## Géographie
La longueur de son cours d'eau est de 37 km.
Il prend naissance à Parly à 263 m d'altitude, au lieu-dit l'Étang neuf dans le bois du Mont Chaumont.
Dans sa partie terminale, il forme deux bras, l'un dit ru du Bois et l'autre ru des Moulins et ru des Marchands.
Il se jette dans l'Yonne à Cézy à 80 m d'altitude, à moins de 100 mètres au nord-ouest du pont suspendu sur l'Yonne.

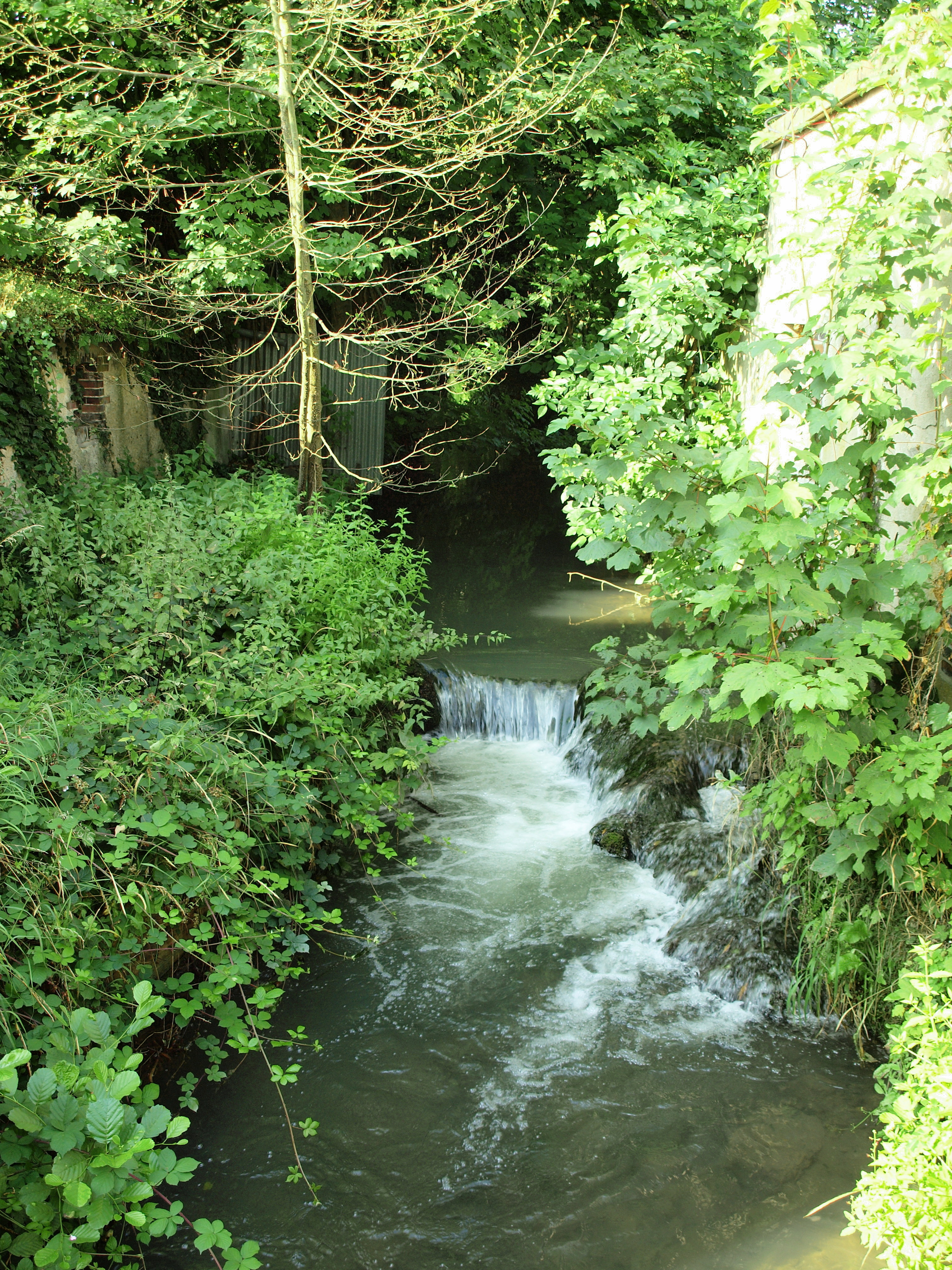
Ru des Marchands à Cézy.
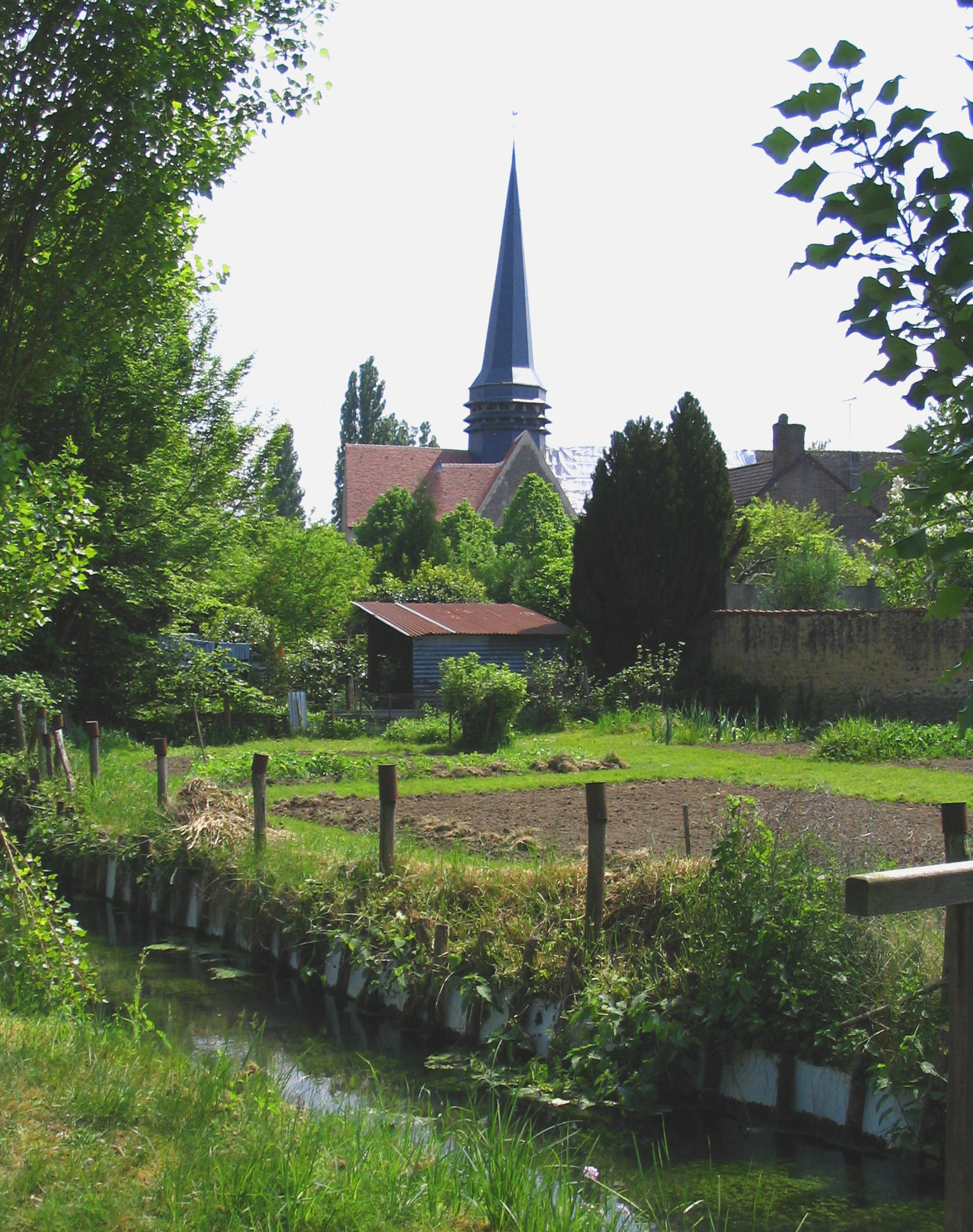
Le Vrin à la Ferté-Loupière.

### Communes et cantons traversés
Dans le seul département de l'Yonne, le Vrin traverse douze communes et cinq cantons :
- dans le sens amont vers aval : Parly (source) ~ Merry-la-Vallée ~ La Villotte ~ Saint-Aubin-Château-Neuf ~ Les Ormes ~ Sommecaise ~ La Ferté-Loupière ~ Saint-Romain-le-Preux ~ Sépeaux ~ Précy-sur-Vrin ~ La Celle-Saint-Cyr ~ Cézy (confluence).

Soit en termes de cantons, le Vrin prend source dans le canton de Toucy, traverse les cantons d'Aillant-sur-Tholon,  de Charny, de Saint-Julien-du-Sault et conflue dans le canton de Joigny, le tout dans l'arrondissement d'Auxerre.

## Affluents
De la source à la confluence avec l'Yonne, le Vrin a sept tronçons affluents référencés :
(D) : affluent de rive droite
(G) : affluent de rive gauche
- Ru de Charmant[14]

(D) - Longueur 8,5 km.
Source au lieu-dit les Fourneaux, Merry-la-Vallée.
Communes traversées : Merry-la-Vallée, Saint-Martin-sur-Ocre, Saint-Aubin-Château-Neuf, Les Ormes, Sommecaise.
Confluence près du hameau la Rue des Merles, Sommecaise (cette confluence se fait immédiatement à la limite de communes, côté Sommecaise).
- Ru de Sausson[15]

(D) - Longueur 8 km.
Source près du lieu-dit la Bachue, Saint-Aubin-Château-Neuf.
Communes traversées : Saint-Aubin-Château-Neuf, Chassy, La Ferté-Loupière.
Confluence près de la Basse Bruyère, 2,7 m en amont de La Ferté.
- Ru de Bellefontaine[16]

(D) - Longueur 1,7 km.
Source à Mortfontaine.
Commune traversée : La Ferté-Loupière
Confluence 900 m en amont de La Ferté.
Ne pas confondre le ru de Bellefontaine affluent du Vrin sur la commune de la Ferté-Loupière, ni avec le ru de Bellefontaine affluent de l'Aveyron sur la commune de Saint-Maurice.
- Ru de Saint-Marc[17]

(G) - Longueur 2,5 km. Le ru de Saint-Marc est un bras du Vrin, qui se divise à 500 m en aval de Sépeaux immédiatement après avoir passé l'autoroute A6. La division n'est d'ailleurs pas ferme : les deux bras sont reliés entre eux par de nombreux bras intermédiaires, le tout formant un entrelacs de zones humides.
« Source » en bord de A6, côté nord vers le Moulin Croisé, Sépeaux.
Communes traversées : Sépeaux, Précy-sur-Vrin.
Confluence immédiatement en amont de la route de la Celle (D 194), 100 m avant l'étang de la Cassine à la sortie de Précy-sur-Vrin. Il a reçu le Dache en rive gauche 200 m avant sa propre confluence.
- - Ru Dache[18]

(G) - Longueur 4,1 km.
Source à l'étang de l'Alevin près des Bouchots, Précy-sur-Vrin.
Commune traversée : Précy-sur-Vrin.
Confluence au niveau du no 2, route de la Celle, dans  Précy-sur-Vrin.
Le rang de Strahler est donc de trois.

## Hydrologie

### Le Vrin à Précy-sur-Vrin
Le Vrin a été observé à la station H2513410 le Vrin à Précy-sur-Vrin à 98 m d'altitude, pour un bassin versant de 148,2 km2,  durant une période de 24 ans, du 1er juin 1968 au 1er janvier 1993.
Le module y est de 0,717 m3/s.
Le Vrin présente des fluctuations saisonnières de débit peu marquées. Les hautes eaux se déroulent en hiver et surtout au printemps et se caractérisent par des débits mensuels moyens allant de 0,88 à 1,13 m3 par seconde, de janvier à mai inclus (avec un maximum en février). Dès fin mai, le débit baisse lentement jusqu'aux basses eaux qui ont lieu en début d'automne, aux mois de septembre et d'octobre, accompagnées d'une baisse du débit moyen mensuel jusqu'au plancher de 0,412 m3/s au mois d'octobre. Ce profil ressemble beaucoup à celui des rivières de Champagne crayeuse comme la Suippe, la Somme-Soude ou l'Ardusson. 
Cependant ces chiffres ne sont que des moyennes, et les fluctuations sont bien plus prononcées sur de plus courtes périodes ou selon les années.

### Étiage ou basses eaux
À l'étiage, c'est-à-dire aux basses eaux, le VCN3, ou débit minimal du cours d'eau enregistré pendant trois jours consécutifs sur un mois, en cas de quinquennale sèche s'établit à 0,200 m3/s, ce qui reste très confortable pour un aussi petit cours d'eau,.

### Crues
Quant aux crues, elles peuvent être relativement importantes, compte tenu de la petite taille du bassin, et ce comme la plupart des cours d'eau du bassin de l'Yonne.
Sur cette période d'observation, le débit journalier maximal a été observé le 9 janvier 1982 pour 10,00 m3/s. Le débit instantané maximal a été observé le même 9 janvier 1982 avec 14,40 m3/s en même temps que la hauteur maximale instantanée de 129 cm soit 1,29 m.
Le QIX 2 est de 3,9 m3/s, le QIX 5 est 7 m3/s, le QIX 10 est de 9,1 m3/s, le QIX 20 est de 11 m3/s et le QIX 50 est de 14 m3/s.

### Lame d'eau et débit spécifique
Au total, le Vrin est une rivière peu abondante comme bien des cours d'eau de plaine du sud-est du bassin de la Seine.
La lame d'eau écoulée dans cette partie du bassin versant de la rivière est de 153 millimètres annuellement, ce qui est moitié moins de la moyenne en France, à 300 mm/an. Le débit spécifique (Qsp) atteint 4,8 litres par seconde et par kilomètre carré de bassin.

## Sites touristiques
- la ville de Ferté-Loupière